# Colours of Ostrava 2019
Colours of Ostrava 2019 (česky Barvy Ostravy 2019) byl 18. ročník multižánrového hudebního festivalu Colours of Ostrava. Konal se od 17. do 20. července 2019 v Dolní oblasti Vítkovice v Ostravě. Festival pořádala společnost Colour Production. Program probíhal na dvaceti scénách a měl přes 350 programových bodů. Tohoto ročníku se zúčastnilo přes 120 zahraničních umělců.

## Účastníci
Tohoto ročníku se účastní tito umělci (neúplný seznam):
- Florence and the Machine (Spojené království)
- Rag'n'Bone Man (Spojené království)
- Lewis Capaldi (Spojené království)
- The Cure (Spojené království)[4]
- Mogwai (Spojené království)
- Mariza (Portugalsko)
- Shaka ponk (Francie)
- Xavier Rudd (Austrálie)
- John Butler Trio (Austrálie)[5]
- Ólafur Arnalds (Island)